# Unia z Arras

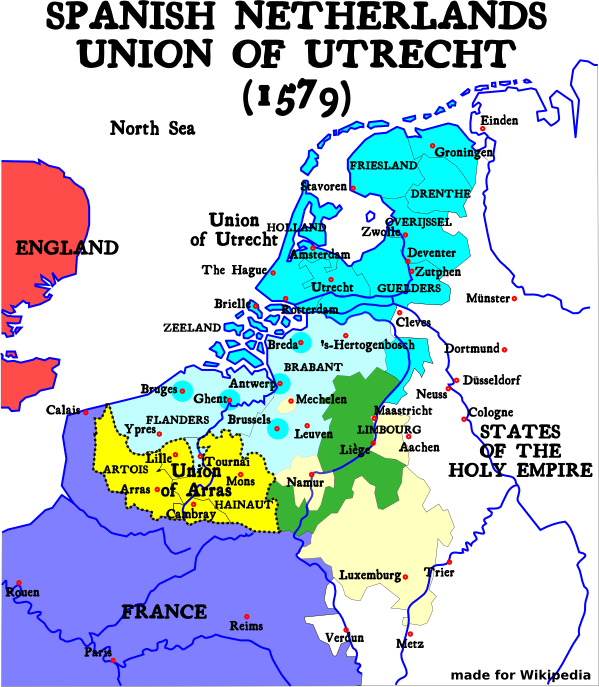
Niderlandy w roku 1579: obszary objęte unią z Arras zaznaczone na żółto, unią z Utrechtu na niebiesko.

Unia z Arras – traktat zawarty 6 stycznia 1579 w Arras (hol. Atrecht) przez południowe prowincje Niderlandów: Artois, Hainaut oraz część Flandrii (dzisiejsza Walonia i francuskie Nord-Pas-de-Calais), które poddały się panowaniu króla Hiszpanii Filipa II. Do zawiązania unii doprowadził hiszpański namiestnik Niderlandów – Aleksander Farnese ks. Parmy, który wykorzystał narastające sprzeczności pomiędzy kalwińską północą i katolickim południem Niderlandów. Dzięki zręcznej polityce Farnese zdołał w ten sposób uratować hiszpańskie panowanie w południowej części dziedzictwa burgundzkiego.
Unia w Arras była przeciwstawiana zawartej kilkanaście dni później unii utrechckiej, która była odpowiedzią kalwińskiej północy na zjednoczenie się katolików pod hiszpańskimi sztandarami. Zawarcie obydwu unii doprowadziło do ostatecznego rozpadu Niderlandów. Kalwińska północ utworzyła wkrótce Republikę Zjednoczonych Prowincji (dając początek Holandii), a część katolicka, zwana Niderlandami Południowymi uznała władzę hiszpańskich, a później austriackich Habsburgów i w XIX wieku przekształciła się ostatecznie w Belgię.